# Пламен Манушев
Пламен Манушев е вицеадмирал от Военноморските сили на България и политик от ПП ГЕРБ. Почетен гражданин е на Генерал Тошево.

## Биография
Средното си образование завършва в Математическата гимназия в гр. Толбухин през 1972 г. Същата година постъпва във Висшето народно военноморско училище „Н. Й. Вапцаров“ във Варна. През 1977 г. завършва ВВМУ и постъпва в редиците на Българската армия. От 1984 до 1986 г. учи във Военноморската академия „А. А. Гречко“ (Военно-морская академия имени А. А. Гречко, днес: ... имени Н. Г. Кузнецова) в Ленинград, РСФСР, СССР, добивайки образователна степен „магистър по военно дело“. Следва (1997 – 1998) и успешно завършва Военноморския колеж (Naval War College) в Нюпорт, Род Айлънд, САЩ (със статут на генералщабна академия). На 17 декември 2001 г. е назначен за командир на Военноморската база – Варна. На 26 април 2002 г. е удостоен с висше военно звание бригаден адмирал. На 25 април 2003 г. е освободен от длъжността командир на Военноморската база – Варна и назначен за заместник-началник на Главния щаб на Военноморските сили по операциите. На 4 май 2005 г. е назначен за заместник-началник на Главния щаб на Военноморските сили по операциите и удостоен с висше офицерско звание контраадмирал. На 25 април 2006 г. е назначен за заместник-командващ на Военноморските сили, считано от 1 юни 2006 г. На 7 март 2007 г. е освободен от длъжността заместник-командващ на Военноморските сили и до 30 юни 2009 г е аташе по отбраната на Р. България в Лондон, Великобритания.
На 1 юли 2009 г. е назначен за началник на щаба по подготовката на Военноморските сили, считано от 30 юни 2009 г. На 12 март 2010 г. е освободен от длъжността началник на щаба по подготовката на Военноморските сили и назначен за началник на Военноморските сили.
На 22 юни 2011 г. поради претърпените реорганизации е освободен от длъжността началник на Военноморските сили и назначен на длъжността командир на същите. На 24 ноември 2011 г. контраадмирал Пламен Манушев е освободен от длъжността командир на Военноморските сили, назначен на длъжността заместник-началник на отбраната и удостоен с висше офицерско звание вицеадмирал, считано от 1 декември 2011 г.
На 17 октомври 2012 г. е освободен от длъжността заместник-началник на отбраната и от военна служба. На 30 октомври 2012 г. вицеадмирал Пламен Манушев е награден с орден „За военна заслуга“ първа степен за дългогодишна безупречна служба, принос за развитието и укрепването на Българската армия и заслуги към отбраната на страната.
Владее свободно английски и руски език.
Снет на 16 април 2017 г. от запас поради навършване на пределната възраст за генерали – 63 г.

## Военна кариера
Военната му кариера е следната:
- 1977 – 1982 г. – щурман и командир на минно-торпедна бойна част във Военноморска база Варна;
- 1982 – 1984 г. – командир на базов тралчик във ВМБ Варна;
- 1986 – 1988 г. – началник на щаба на отделен дивизион тралчици;
- 1988 – 1990 г. – командир на отделен дивизион тралчици;
- 1990 – 1991 г. – началник на отделение „Оперативно-бойна подготовка“ в щаба на ВМБ Варна;
- 1991 – 1992 г. – заместник-началник на щаба, той и началник на отделение „Оперативно – бойна подготовка“ в щаба на ВМБ Варна;
- 1992 – 1994 г. – заместник-началник, той и по планирането на бойната подготовка на отдел „Бойна подготовка“ в Щаба на ВМС;
- 1994 – 1996 г. – заместник-командир на ВМБ Варна;
- 1996 – 1997 г. – началник на щаба на ВМБ Варна;
- 1998 – 2001 г. – началник на щаба на ВМБ Варна;
- 2001 – 2003 г. – командир на Военноморска база Варна;
- 2003 – 2007 г. – заместник-началник на Главния щаб на ВМС по операциите и заместник-командващ ВМС;
- 2007 – 2009 г. – аташе по отбраната на Р. България в Лондон, Великобритания;
- 2009 – 2011 г. – командир на ВМС;
- 2011 – 2012 г. – заместник-началник на отбраната в Министерството на отбраната.

## Отличия
Вицеадмирал о.р. Пламен Манушев притежава следните ордени и награди:
- награден знак „За вярна служба под знамената“ II степен;
- награден знак „За вярна служба под знамената“ I степен;
- ловна карабина „Мазалат“;
- Орден „За военна заслуга“ I степен (30 октомври 2012)

## Политическа дейност
В края на 2012 г. Пламен Манушев е назначен за заместник областен управител на Област Варна.
За изборите за народни представителни в XLII народно събрание той е под №3 в листата на ПП ГЕРБ в избирателен район Варна. Избран за народен представител в XLII народно събрание на Република България. Член на Парламентарна група на ПП ГЕРБ, Комисия по външна политика, Комисия по отбрана, Делегация в парламентарната асамблея на НАТО, Група за приятелство България – Великобритания, Група за приятелство България – Индия, Група за приятелство България – Казахстан, Група за приятелство България – Македония, Група за приятелство България – Пакистан, Група за приятелство България – Русия.
Избран за народен представител в XLIII народно събрание на Република България от избирателен район Варна. Член на Парламентарна група на ПП ГЕРБ, Комисия по външна политика, Комисия по отбрана, Делегация в парламентарната асамблея на НАТО, Група за приятелство България – Украйна, Група за приятелство България – Афганистан, Група за приятелство България – Пакистан.
На президентските избори през 2016 г. се кандидатира за вицепрезидент заедно с Цецка Цачева. Двойката е издигната от ПП ГЕРБ.
От 2017 г. е избран за областен координатор на ПП ГЕРБ – област Добрич.
Избран за народен представител в XLIV народно събрание на Република България от избирателен район Добрич. Член на Парламентарна група на ПП ГЕРБ, Комисия по външна политика, Комисия по отбрана, Делегация в парламентарната асамблея на НАТО, Група за приятелство България – Украйна, Група за приятелство България – Афганистан, Група за приятелство България – Пакистан, Група за приятелство България – Йордания.

## Военни звания
- Лейтенант (1977)
- Старши лейтенант (1980)
- Капитан-лейтенант (1984)
- Капитан III ранг (1988)
- Капитан II ранг (1993)
- Капитан I ранг (1996)
- Бригаден адмирал (26 април 2002)
- Контраадмирал (4 май 2005)
- Вицеадмирал (1 декември 2011)